# Letermovir
Letermovir, es vendido bajo la marca Prevymis, es un medicamento antiviral utilizado para prevenir la reactivación del citomegalovirus  después de un trasplante alogénico de células madre .  Este medicamento se utiliza en aquellas personas seropositivas para CMV.  Puede tomarse por vía oral o inyectarse en una vena. 
Los efectos secundarios de este medicamento incluyen náuseas, diarrea y vómitos;  otros efectos secundarios pueden incluir hinchazón, tos, dolor de cabeza y cansancio.  Es un inhibidor del complejo terminasa del ADN del citomegalovirus. 
Este medicamento fue aprobado para uso médico en los Estados Unidos en 2017 y en Europa en 2018.   En el Reino Unido, a partir de 2021, el NHS cuesta aproximadamente 7.500 libras esterlinas por 4 semanas.  Esta cantidad en Estados Unidos es de unos 6.200 dólares. 